# Cecil De Vere
Cecil Valentine De Vere (Montrose, 14 febbraio 1845 – Torquay, 9 febbraio 1875) è stato uno scacchista scozzese naturalizzato inglese.
Nacque come figlio illegittimo il giorno di San Valentino e gli fu dato il nome di Cecil Valentine Brown. In giovane età cambiò nome in Cecil Valentine De Vere (probabilmente il cognome di suo padre) e all'età di 12 anni andò a Londra, prendendo lezioni di scacchi da Francis Burden (1830-1882). All'età di 15 anni cominciò a frequentare il famoso circolo londinese Simpson's Divan, dove conobbe George Alcock MacDonnell, col quale mantenne una lunga amicizia.
In dicembre del 1865 disputò un match con Steinitz, in cui quest'ultimo giocava sempre col Nero e senza il pedone in f7. De Vere vinse il match +7 -3 =2. L'anno successivo tuttavia perse un match con Steinitz ad armi pari, con due sconfitte e due patte. 
In novembre del 1866 vinse a 21 anni il torneo British Association Challenge Cup di Londra, riconosciuto come il primo Campionato britannico ufficiale. 
Mantenne il record del più giovane vincitore di un campionato britannico per oltre un secolo, fino a quando Nigel Short lo vinse a 19 anni nel 1984.
Nel 1867 disputò il suo primo torneo internazionale a Parigi, classificandosi quinto. Si classificò =1º con Blackburne nel secondo campionato britannico del 1868/69, ma Blackburne vinse lo spareggio diventando il nuovo campione.
Nel 1870 partecipò al torneo di Baden-Baden, il più forte disputato fino ad allora in Europa, classificandosi sesto su dieci partecipanti (vinse Adolf Anderssen davanti a Steinitz).
Dal 1872 al 1874 fu editore della rivista di scacchi The Field. Si guadagnava da vivere lavorando per la Lloyd's Bank, ma quando scoprì di essersi ammalato di tubercolosi si dimise. In seguito anche alla morte di sua madre andò in depressione e si diede all'alcool. Nel tentativo di aiutarlo a riprendersi i suoi amici e sostenitori lo mandarono nella località di villeggiatura sulla Manica di Torquay, ma vi morì nel 1875 a soli 29 anni.